# Gare de La Ville-Gozet
Gare de La Ville-Gozet vasútállomás Franciaországban, Montluçon településen.

## Vasútvonalak
Az állomást az alábbi vasútvonalak érintik:
- Bourges-Miécaze-vasútvonal

## Kapcsolódó állomások
A vasútállomáshoz az alábbi állomások vannak a legközelebb:
- Gare des Trillers (Gare de Bourges, Bourges-Miécaze-vasútvonal)
- Gare de Montluçon-Ville (Gare de Montluçon-Ville, Bourges-Miécaze-vasútvonal)